# Friedrich Wilhelm Rust

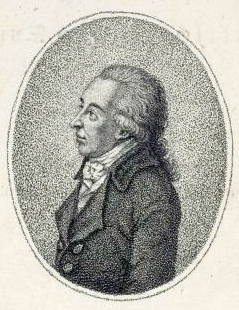
Friedrich Wilhelm Rust.

Friedrich Wilhelm Rust, född 6 juli 1739 i Wörlitz vid Dessau, död 28 februari 1796 i Dessau, var en tysk violinist. 
Rust studerade för Karl Hoeckh och Franz Benda samt gjorde 1765 en resa till Italien, allt bekostat av Leopold III av Anhalt-Dessau, som 1775 gjorde honom till sin hovmusikdirektör. Rust var en för sin tid betydande virtuos och kompositör, och ännu på 1800-talet utgavs violinsonater av honom av Ferdinand David, Edmund Singer och sonsonen Wilhelm Rust samt spelades av Wilma Neruda.